# The Kingbees
The Kingbees är en svensk musikgrupp i genren Rock'n'roll/Rockabilly bildad 2003.

## Diskografi
- Big Boys 'n' Pink Ladies (2004)
- Stories To Hold You Spellbound (2006)
- From Memphis to Nashville med Inger Nordström (2007)
- Steppin out and going (2012)